# Торбера (Варезе)
Торбера је насеље у Италији у округу Варезе, региону Ломбардија.
Према процени из 2011. у насељу је живело 104 становника. Насеље се налази на надморској висини од 402 м.